# Gunung Terunja
Gunung Terunja är ett berg i Indonesien.   Det ligger i provinsen Aceh, i den västra delen av landet, 1 600 km nordväst om huvudstaden Jakarta. Toppen på Gunung Terunja är 1 026 meter över havet, eller 132 meter över den omgivande terrängen. Bredden vid basen är 0,85 km.
Terrängen runt Gunung Terunja är bergig västerut, men österut är den kuperad. Trakten runt Gunung Terunja är nära nog obefolkad, med mindre än två invånare per kvadratkilometer. I omgivningarna runt Gunung Terunja växer i huvudsak städsegrön lövskog.